# 압둘라 1세
압둘라 1세 빈 알후세인(عبد الله الأول بن الحسين, Abd Allāh ibn al-Husayn, 1882년 2월 – 1951년 7월 20일)은 오스만 제국의 헤자즈 메카 출생으로 후세인 빈 알리의 둘째 아들이다. 압둘라에 따르면, 그는 하심가에 속하기 때문에 무하마드의 38대손이었다. 그는 콘스탄티노플과 헤자즈에서 교육을 받았다. 1909년부터 1914년까지 압둘라는 오스만 제국의 입법부에서 메카의 부관으로 일했지만 제1차 세계 대전 당시 영국과 동맹을 맺었다. 그는 영국 게릴라 지도자인 토머스 에드워드 로렌스와 함께 일하며 아랍 반란의 주요 계획자 및 실행자 역할을 수행했다. 그는 1921년 수립된 트란스요르단의 지배자였고, 이를 계승한 요르단에서 1대 국왕으로 즉위했다. 그는 1951년 7월 20일 암살로 인해 사망할 때까지 요르단의 통치자였다.

## 초기 정치
1910년 압둘라는 아버지를 성공적으로 설득해 후세인 빈 알리가 영국의 지원을 받을 수 있도록 기여했다. 1911년 그는 젊은 투르크당이 수립한 의회에서 메카의 부관이 되어 아버지와 오스만 정부 사이의 중개자 역할을 했다. 1914년, 압둘라는 아라비아에 대한 아버지의 열망에 대한 영국의 지지를 얻기 위해 비밀리에 카이로에서 허버트 키치너 경을 만났다.
압둘라는 제1차 세계 대전 내내 영국과 접촉했고, 1915년 오스만 제국의 지배로부터 아랍인들이 독립할 수 있도록 아버지와 이집트 고위관료였던 헨리 맥마흔 사이의 서신 왕래를 시작하도록 아버지를 독려했다 이 서신왕래를 통해 아라비아 반도 각지에서 오스만 제국에 맞서 아랍 반란을 일으킬 수 있었다. 1916년부터 1918년까지 아랍 반란 기간 동안, 압둘라는 아랍 동부군을 이끌었다. 압둘라는 1916년 6월 10일, 오스만 제국의 타이프 본진을 공격해 반란에서 그의 역할을 시작했다. 당시 본진은 3,000명의 병사와 75mm 크루프 포 10대로 구성되어 있었다. 압둘라는 5,000명의 부족원을 이끌고 있었지만 그들은 전면전을 치를 무기나 교리를 가지고 있지 않았다. 대신에 그는 마을을 포위했고, 7월에는 이집트에서 곡사포대를 지원받았다. 이후 그는 4,000명의 병력을 이끌고 메디나 포위전에 참전했다. 1917년 초, 압둘라는 오스만 제국 수송대를 사막에서 기습 공격해 20,000파운드 가량의 금화를 얻었다. 1917년 8월, 압둘라는 프랑스 대위 무하만드 오울드 알리 라오와 협력하며 헤자즈 철도를 마비시켰다. 영국 대위 토머스 에드워드 로렌스와 압둘라는 사이가 좋지 않았기 때문에 이 결과 로렌스는 헤자즈에서 압둘라의 남동생 파이살과 협력했다.

## 트란스요르단 토후국 수립

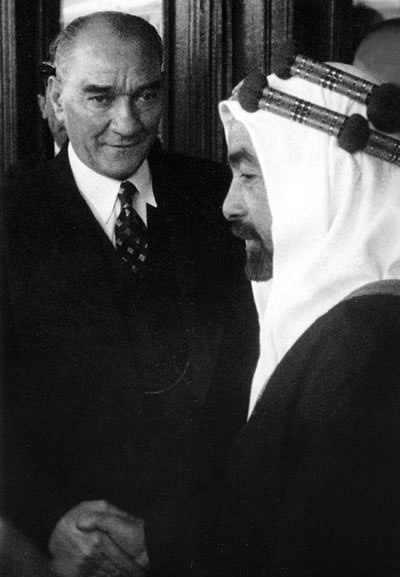
압둘라 1세가 터키의 대통령 무스타파 케말 아타튀르크와 터키에서 환담을 가지고 있다.

프랑스군이 마이살룬 전투에서 다마스쿠스를 점령하고 남동생 파이살 1세를 권좌에서 몰아냈을 때, 압둘라는 헤자즈에서 트란스요르단으로 군대를 옮겨 다마스쿠스를 해방하고자 했고, 그의 남동생은 1918년 이곳에서 자신이 왕임을 선언한 바 있었다. 압둘라의 계획을 듣고 윈스턴 처칠은 압둘라를 방문해 군대를 움직이지 말고, 영국의 동맹국인 프랑스를 공격하지 말아달라고 부탁했다. 처칠은 압둘라에게 프랑스군이 압둘라의 군대보다 우위에 있으며, 영국은 프랑스에게 문제를 갖고 싶지 않다고 말했다. 1920년 3월 8일 압둘라는 이라크의 왕으로 선출되었으나, 그는 이 권좌를 거부했다. 시리아에서 패배한 파이살이 왕국을 필요로 해 이 자리를 대신 얻게 되었다.
압둘라는 1921년 팔레스타인 경찰 업무로 파견 근무를 온 중령 프레더릭 피케가 지휘하는 예비군의 도움을 받아 트란스요르단 수립의 업무를 맡았다. 1923년 아랍 군단이라 재명명된 병력을 존 바고트 글러브가 1930년부터 1956년까지 지휘하게 되었다. 제2차 세계 대전 당시 요르단과 영국의 믿음직한 동맹자였다. 그는 트란스요르단의 질서를 유지시켰고, 이라크에서 일어난 친추축국 반란을 진압하는데 도움을 주었다. 아랍 군단은 이라크와 시리아의 점령에 도움을 주었다. 전후 압둘라는 영국으로부터 독립을 얻기 위해 협력했다. 1946년 5월 25일 트란스요르단 하심 왕국이 수립되었고, 압둘라는 암만에서 대관식을 치렀다.

## 확장주의 열망

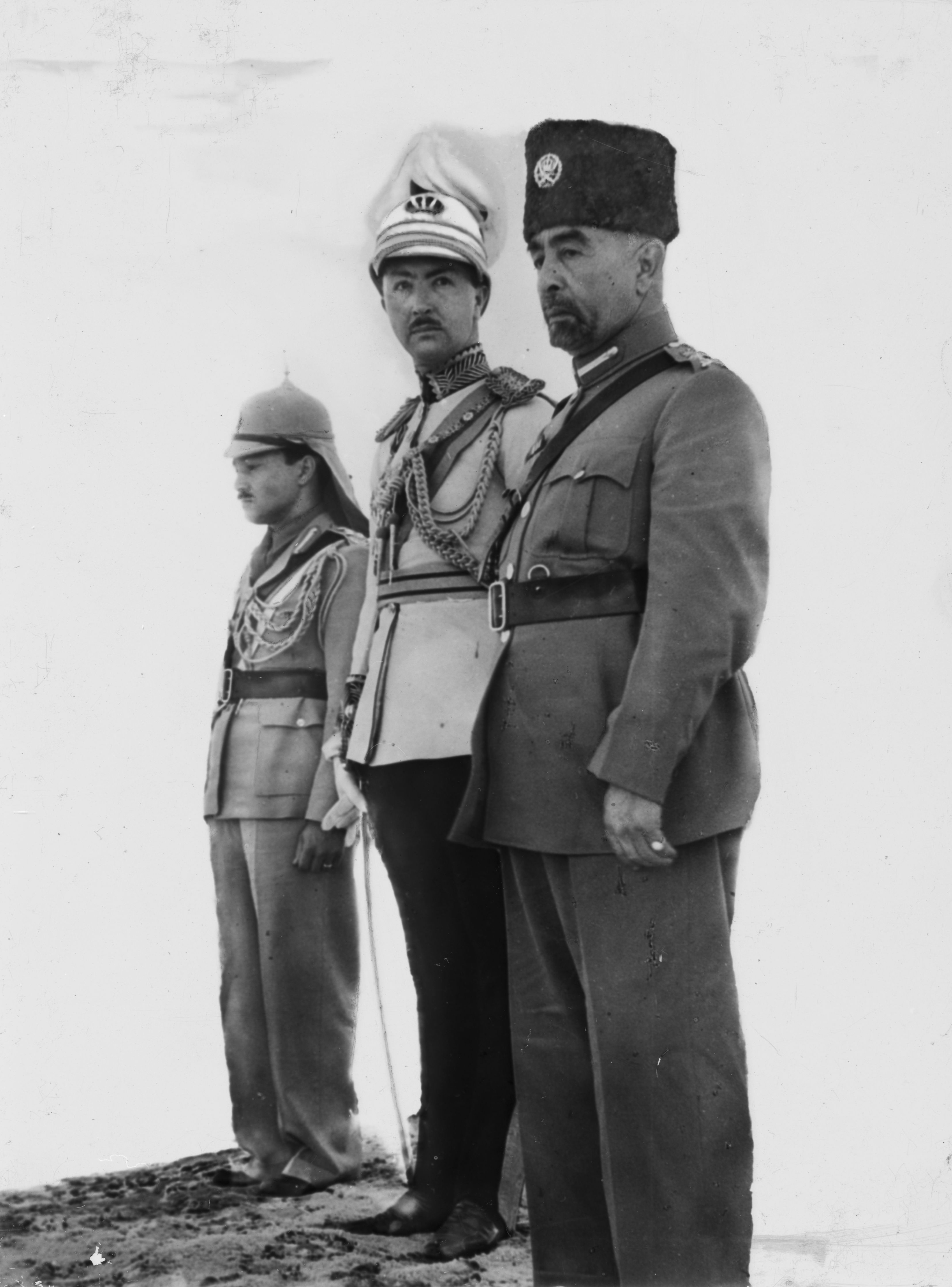
1946년 5월 25일 암만에서 왕으로 즉위하는 압둘라. 오른쪽부터 차례대로 압둘라 1세, 아브드 알일라, 그리고 나이프 토후.

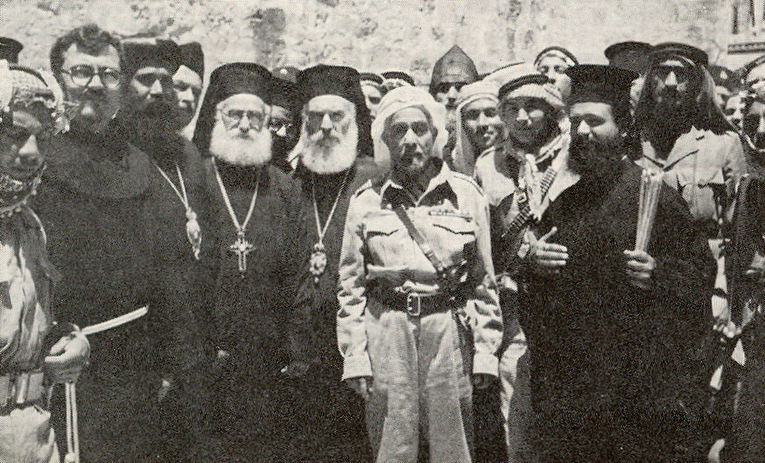
1948년 5월 29일 압둘라 1세가 예루살렘의 거룩한 무덤 성당 밖에서 사진을 찍고 있다.

압둘라는 이스라엘과 별도의 평화 합의를 체결할 의지는 있었지만, 아랍 연맹의 군사적 반대로 인해 실현되지 않았을 가능성이 높았다. 이 때 당시 트란스요르단 토후국, 시리아, 레바논, 영국 위임통치령 팔레스타인으로 분열되었던 대시리아 지역을 하심가의 통치 지역으로 만들기 위한 그의 야망으로 인해, 수많은 아랍 국가들은 압둘라를 믿지 못했고, 아랍 정부들 역시 그를 "독립에 위협이 되는 인물"이자 "적과 공모하는 인물"로 여기고 있었다. 반대로 압둘라 역시 아랍 국가 지도자들을 불신했다.
압둘라는 1937년 필 위원회를 지지하고 있었다. 위원회는 위임령 팔레스타인의 20%를 유대인 국가로 나누고 나머지를 트란스요르단에 병합시킬 것을 제안했다. 요르단을 제외한 주변 국가들과 팔레스타인 내 아랍인들은 이 제안에 반대하고 있었으며, 유대인은 머뭇거리며 이를 수용했다. 결국 필 위원회의 제안은 채택되지 않았다. 1947년 유엔이 팔레스타인을 유대인 국가 1개와 아랍 국가 1개로 분리하자고 제안했을 때, 압둘라만이 아랍 지도자 중 유일하게 이 제안에 찬성했다.
1946년부터 1948년까지 압둘라는 실제로 영국 위임령 팔레스타인 지역 중 아랍인들에게 분할된 지역이 트란스요르단에 병합될 수도 있다는 것을 이유로 분할을 지지했다. 압둘라는 후일 이스라엘 총리가 되는 골다 메이어를 비롯한 유대인 이스라엘 당국과 비밀 회담을 가질 정도였다. 이 회담에서 압둘라와 유대인들은 1947년 11월의 유엔 분할 제안을 별개로 인정한다고 합의했다. 1947년 11월 17일, 메이어와 비밀회담을 한 후, 압둘라는 자신이 모든 아랍인의 영토로 지정된 지역을 최소한 모두 점령하기를 희망하며, 모든 팔레스타인 지역을 점령하고 싶다고 말했다. 모하마드 아민 알후세이니가 이끄는 팔레스타인 독립국의 수립을 택하는 것보다 팔레스타인인들을 희생해 압둘라의 영토를 확장하는 것을 희망한 영국 외무부 장관 어니스트 베인의 지지를 받았다.
그러나 이러한 주장은 이스라엘 역사학자 에프라임 카시에 의해 논란이 되었다. 그는 3명의 유대인 참석자들의 보고에 따르면, 당시 3명의 참석자들 모두 슈라임의 거래를 지지하지 않았다. 에르자 다닌과 엘리아후 사산이 준 골다 메이어의 회담은 이것의 존재를 알았음에도 불구하고 슈라임의 책에 명백히 없다고 주장했다. 카시에 따르면 의문을 품은 회담은 "유엔이 정부를 수립할 때까지 법과 질서를 유지하기 위해 긴박한 유엔 분할 결의안에 기초한 합의"였다고 우려했다. 즉, 이 회담은 유엔의 분할 결의안을 실행하기 위한 단기간의 효력 작전이었을 뿐, 이를 방해하려는 의도는 없었다는 것이다.
1948년 5월 4일, 팔레스타인 영토를 가능한 많이 확보하려는 노력의 일부로 압둘라는 에치온 방벽의 이스라엘 정착촌을 향해 아랍 군단을 파견해 공격했다.제1차 중동 전쟁이 발발하기 1주일도 채 안 남았던 1948년 5월 11일, 압둘라는 마지막으로 메이어를 만났다. 압둘라는 메이어에게 "당신은 왜 이렇게 국가 수립을 서두르는 것입니까? 당신은 왜 몇 년을 더 기다리지 않는 겁니끼? 저는 팔레스타인을 모두 병합하고, 당신은 제 의회의 대표가 될 것입니다. 저는 당신을 잘 대할 생각이며, 전쟁도 없을 것입니다."라고 말했다. 압둘라는 트란스요르단 내에 유대인 자치주를 수립할 것을 메이어에게 제안했지만, 메이어는 "11월에 그들은 유대인 국가를 수립하기로 합의했다"라고 반격했다. 요르단과 이슈프 사이에 다가올 피할 수 없는 전쟁에 침체된 한 유대인 당국 대표는 "압둘라는 11월 29일 국경을 유지하는 것에 대해 믿을 수는 없지만, 그는 우리 국가 전체를 정복하려고 시도하지는 않을 것이다."라고 말했다. 압둘라는 전쟁이 다가오는 것이 불운인 것을 너무 늦게 깨달았는데, 부분적으로는 그가 모하마드 아민 알후세이니가 이끄는 팔레스타인 아랍국보다 유대인 국가를 선호했기 때문이었다.
팔레스타인 내 아랍인들, 이웃 아랍 국가들, 영토 확장에 대한 약속, 그리고 예루살렘 정복을 위한 욕망으로 인해 압둘라는 1948년 5월 15일 새로 수립된 이스라엘에 맞서 모든 아랍 국가들의 전면전에 참여했다. 그는 이 전쟁을 통해 아랍 세계에서의 특권을 회복하고자 했으며, 이로 인해 비교적 좋은 관계를 유지하고 있던 서구 및 유대인 지도자들로부터 의심을 사게 되었다. 압둘라는 이븐 사우드가 1925년 헤자즈를 정복하기 전까지 하심가의 통치를 받던 메카 후견인의 자리를 잃은 것에 대한 보상으로 예루살렘을 점령하기를 열망했다. 이 전쟁에서 압둘라의 역할은 상당했다. 그는 다른 아랍 지도자들을 불신했고, 그들이 군사적으로 약하다고 생각했다. 반대로 다른 아랍 지도자들도 압둘라를 불신했다. 그는 그 스스로를 아랍군의 최고사령관으로 여겼고, 아랍 연맹에게 자신을 그 자리에 올려달라고 설득했다. 영국 사령관 존 바고트 글러브가 그의 병력을 지휘했으며, 새로운 이스라엘을 위해 준비한 지역까지는 도달하지 못했지만, 국제지역으로 될 예정이었던 예루살렘에서 이슈프 병력과 충돌했다. 압둘라 엘텔에 따르면 글러브의 소원과는 반대로 구시가지에 아랍 군단이 들어선 것은 왕의 개인적인 개입이 있었기 때문이었다.
동예루살렘을 비롯한 서안 지구를 전쟁 말 점령한 이후, 압둘라 1세는 팔레스타인 아랍인들의 국적을 인정하지 않으려고 했다. 압둘라 1세는 팔레스타인 영토를 병합했고, 요르단 내 팔레스타인 아랍인 거주자들은 요르단 시민권을 발급받아야 한다고 주장했다. 1949년 압둘라는 서부 예루살렘과 그 지역의 이스라엘인들을 통치하는 모세 다얀을 비롯한 비밀리에 평화 조약을 맺으려고 했다. 협상 소식에 여러 아랍국가들이 강하게 반발했고, 압둘라 1세는 요르단이 서안 지구를 병합하는 것을 허용하는 것을 조건으로 평화 회담을 취소했다.

## 암살

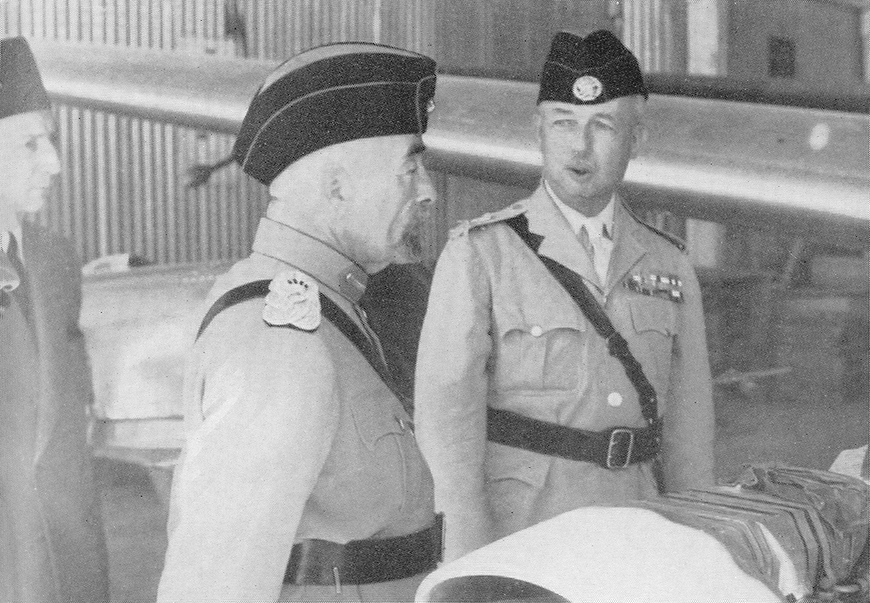
존 바고트 글러브와 함께 1951년 7월 19일 찍은 사진. 압둘라 1세의 사망 하루 전이었다.

1951년 7월 16일 레바논의 옛 총리였던 리아드 앗솔이 암만에서 암살되었다. 이 때 레바논과 요르단에서는 양국이 이스라엘과 따로 평화조약을 맺는다는 소문이 퍼지고 있었다.
3일 후인 1951년 7월 20일, 예루살렘의 알아크사 모스크를 방문하던 중, 압둘라는 후세이니 가문의 팔레스타인 사람이 쏜 총에 의해 암살되었다. 암살범이 총격을 가할 당시 보안은 명백히 철저한 상황이었지만, 그는 이를 통과하고 압둘라를 저격했다. 압둘라는 류번 실로아와 모세 사산과의 미리 예정된 만남과 장례식에서의 추도 연설을 위해 예루살렘에 있었다. 그는 손자인 후세인 왕자와 동행해서 알아크사 모스크의 금요예배에 참석하던 중 암살되었다. 팔레스타인 사수는 3번 총을 쏘았는데, 이 중 3발이 왕의 머리와 가슴을 관통했다. 압둘라의 손자였던 후세인 왕자 역시 그의 옆에 있어서 피격당했다. 압둘라 1세가 주었던 메달이 후세인의 가슴에 달려 있었기 때문에 그는 목숨을 구할 수 있었다. 후세인이 왕이 된 이후, 압둘라의 암살범은 그가 비슷한 운명을 겪지 않기 위해 6일 전쟁 이후에도 이스라엘과의 평화 조약에 후세인이 참여하지 않았다고 주장했다.
왕의 경호원들에 의해 죽은 암살범은 21살의 재단사 견습생이었던 무스타파 아슈였다. 암만 거주 영국인인 알렉 커크브라이드에 따르면, 그는 생필품 거래자이자 도살업자인 자카리야 우카에게 암살을 사주받은 옛 테러리스트였다. 요르단 감찰관은 1950년 1월부터 카이로에 거주하던 엘텔 중령이 범죄의 누명을 피하기 위해 홀로 행동한 살해자에게 한번에 죽일 것을 지시했다고 주장했다. 예루살렘의 자료들은 엘텔이 옛 예루살렘의 이슬람 법전 전문가인 아민 알후사이니와 이집트 왕국 및 전팔레스타인 정부에 거주하는 그의 후손들과 접촉했다고 주장했다. 엘텔과 후세이니, 그리고 3명의 공범이 사형을 선고받았다.
압둘라 1세는 암만의 왕립법정에 묻혔다. 압둘라의 뒤를 이어 아들 탈랄 1세가 왕위에 올랐다. 그러나 탈랄이 정신적으로 병약했기에 탈랄의 아들인 후세인 왕자가 17살 때부터 실질적인 지도자 역할을 하게 되었다.
|  | 제1대 요르단의 군주 1946년 ~ 1951년 | 후임 탈랄 1세 |